# 青木盛久
青木盛久（あおき もりひさ，1938年11月23日—2024年11月9日），日本外交官、公益財團法人青木周藏紀念育英會理事長。
曾擔任日本駐祕魯、肯亞、塞席爾、厄利垂亞、盧安達及蒲隆地大使。在出使祕魯期間歷經了日本駐秘魯大使館人質危機。
2024年11月9日早上，因骨髄異形成症候群，於東京都大田區田園調布的自宅過世。享壽85歲。

## 外部連結
- 青木盛久前駐ケニア大使証言と鈴木宗男衆議院議員証言ならびに外務省調査報告書の相違に関する質問主意書 （页面存档备份，存于）
- 青木盛久元駐ペルー大使インタビュー - YouTube （页面存档备份，存于） - 2017年12月15日